# Луговое (Тульская область)
Луговое — село в Кимовском районе Тульской области России.
В рамках административно-территориального устройства входит в Рождественский сельский округ Кимовского района, в рамках организации местного самоуправления входит в сельское поселение Епифанское.

## География
Расположено в 11 км к югу от железнодорожной станции города Кимовск.

## История
В 1961 году указом Президиума Верховного Совета РСФСР село Голино переименовано в Луговое.

## Население
| 2002 | 2010 |
| ---- | ---- |
| 179  | ↘160 |